# Manuel de Bofarull y de Sartorio

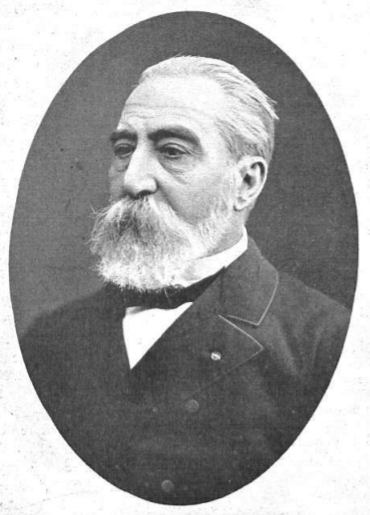
Manuel de Bofarull y de Sartorio

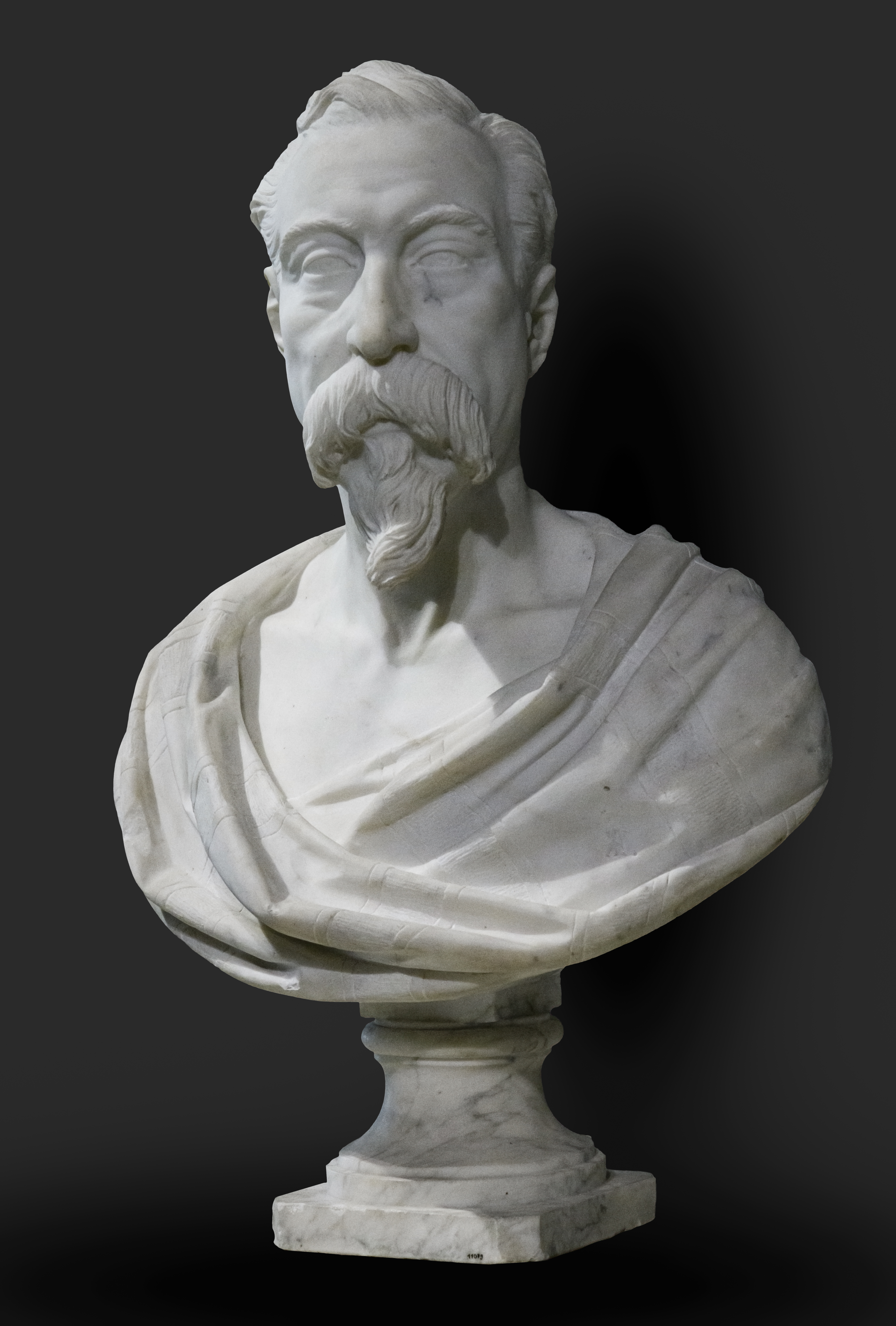
Büste Manuel Bofarulls von Agapit Vallmitjana Barbany - Museu Nacional d’Art de Catalunya

Manuel de Bofarull y de Sartorio (* 1816 in Barcelona; † 26. November 1892 ebenda)  war ein katalanischer Historiker und Archivar.
Er studierte Rechtswissenschaften an der Acadèmia de Bones Lletres in Barcelona. 1849 trat er als Nachfolger seines Vaters Pròsper de Bofarull i Mascaró als Leiter des Archives der Krone von Aragon (Arxiu de la Corona d’Aragó) an, wo er zuvor als Praktikant gearbeitet hatte. Er sammelte ab 1853 im früheren Palast des Vizekönigs nach vielen Schwierigkeiten und dank einer Spende von 50.000 Peseten historische Archivalia und setzte damit die Arbeit seines 1849 gestorbenen Vaters fort. Aus dieser Sammlung transkribierte de Bofarull Dokumente, die er in 41 Bänden unter dem Haupttitel Colección de Documentos Inéditos del Archivo General de la Corona de Aragón veröffentlichte.
De Bofarull war Mitglied der Kommission für Denkmal- und Kunstpflege, unter seiner Leitung wurden auch 6506 Bände aus Klosterbibliotheken restauriert und überarbeitet. Er leitete die Restaurierung des Kreuzgangs von Sant Cugat (Provinz Barcelona). Als Mitglied der Königlichen Akademie der Geschichte in Madrid (Real Academia de la Historia) veröffentlichte er weitere Quellensammlungen der spanischen und ausländischen Geschichte.

## Veröffentlichungen (Auswahl)
- Transkription der Dokumente von Pere Miquel Carbonell.
- Biografie und Zusammenstellung der Werke von Pere Miquel Carbonell[3]
- Geschichte und Wirken von San Francisco de Borja in Buenos Aires
- Begräbnis der Könige von Aragon
- Monographie über Montblanc
- Geschichte der Krone von Aragon
- Studie über das Wirken und Leben von Juden in den Territorien der Krone von Aragon.